# 毛广岛
1°14′00″N 103°45′52″E / 1.23333°N 103.76444°E
毛广岛也译为武公岛，是新加坡西南部的一座小岛，距主岛5公里，面积1.45平方公里。该岛是新加坡重要的化工基地，蚬壳集团在岛上建有一座世界级的乙烯裂化厂。